# Visconde da Serra do Pilar
Visconde da Serra do Pilar é um título nobiliárquico criado por D. Maria II de Portugal, por Decreto de 1 de Dezembro de 1834, em favor de José António da Silva Torres Ponce de Leão, antes 1.º Barão do Pico do Celeiro.
Titulares
1. José António da Silva Torres Ponce de Leão, 1.º Barão do Pico do Celeiro e 1.º Visconde da Serra do Pilar.